# Wealden
Wealden è un distretto dell'East Sussex, Inghilterra, Regno Unito, con sede a Crowborough.
Il distretto fu creato con il Local Government Act 1972 il 1º aprile 1974 dalla fusione del distretto rurale di Hailsham col distretto rurale di Uckfield.

## Parrocchie civili
- Alciston
- Alfriston
- Arlington
- Berwick
- Buxted
- Chalvington with Ripe
- Chiddingly
- Crowborough
- Cuckmere Valley
- Danehill
- East Dean and Friston
- East Hoathly with Halland
- Fletching
- Forest Row
- Framfield
- Frant
- Hadlow Down
- Hailsham
- Hartfield
- Heathfield and Waldron
- Hellingly
- Herstmonceux
- Hooe
- Horam
- Isfield
- Laughton
- Little Horsted
- Long Man
- Maresfield
- Mayfield and Five Ashes
- Ninfield
- Pevensey
- Polegate
- Rotherfield
- Selmeston
- Uckfield
- Wadhurst
- Warbleton
- Wartling
- Westham
- Willingdon and Jevington
- Withyham